# Fraccionamiento Riberas de San Jerónimo
Fraccionamiento Riberas de San Jerónimo är en ort i Mexiko.   Den ligger i kommunen Santa María Atzompa och delstaten Oaxaca, i den sydöstra delen av landet, 400 km sydost om huvudstaden Mexico City. Fraccionamiento Riberas de San Jerónimo ligger 1 573 meter över havet och antalet invånare är 1 191.
Terrängen runt Fraccionamiento Riberas de San Jerónimo är varierad. Runt Fraccionamiento Riberas de San Jerónimo är det mycket tätbefolkat, med 3 494 invånare per kvadratkilometer. Närmaste större samhälle är Oaxaca de Juárez, 7,7 km sydost om Fraccionamiento Riberas de San Jerónimo. Trakten runt Fraccionamiento Riberas de San Jerónimo består till största delen av jordbruksmark.